# Roccabruna
Roccabruna là một đô thị tại tỉnh Cuneo trong vùng Piedmont của Italia, vị trí cách khoảng 70 km về phía tây nam của Torino và khoảng 20 km về phía tây bắc của Cuneo. Tại thời điểm ngày 31 tháng 12 năm 2004, đô thị này có dân số 1.482 người và diện tích là 24.1 km².
Roccabruna giáp các đô thị: Cartignano, Dronero, Melle, San Damiano Macra, Valmala và Villar San Costanzo.